# Santa Rita da Cascia a Monte Mario
Santa Rita da Cascia a Monte Mario är en kyrkobyggnad i Rom, helgad åt den heliga Rita av Cascia. Kyrkan är belägen vid Via Antonino Parato i suburbio Della Vittoria och tillhör församlingen Santa Rita da Cascia a Monte Mario.
Kyrkan förestås av stiftspräster.

## Historia
Kyrkan uppfördes åren 1955–1956 efter ritningar av arkitekten Francesco Fornari. År 1969 överläts kyrkan åt prästsällskapet Pia Associazione Sacerdotale Gesù Divino Operaio.
Portalens pediment har en bronsrelief föreställande den heliga Rita av Cascia. Kyrkporten flankeras av två kannelerade halvkolonner. I absiden finns reliefen Den sista måltiden.

## Kommunikationer
- Busshållplats Vegio/Vergerio – Roms bussnät, linje 912
- Busshållplats Benedettine/Rimessuola – Roms bussnät, linje 912